# Plocamionida
Plocamionida is een geslacht van sponsdieren uit de klasse van de Demospongiae (gewone sponzen).

## Soorten
- Plocamionida ambigua (Bowerbank, 1866)
- Plocamionida gaussiana (Hentschel, 1914)
- Plocamionida lyoni (Bakus, 1966)
- Plocamionida microcionides (Carter, 1876)
- Plocamionida topsenti Burton, 1954
- Plocamionida tylotata Brøndsted, 1932